# Algot Lönn
Karl Algot Lönn (Eskilstuna, 18 december 1887 – Eskilstuna, 3 april 1953) was een Zweeds wielrenner.
Lönn won tijdens de Olympische Zomerspelen 1912 in eigen land de gouden medaille in de wegwedstrijd voor ploegen, individueel eindigde hij als tiende.
1912: Friborg, Malm, Persson, Lönn ·
1920: Souchard, Canteloube, Detreille, Gobillot ·
1924: Blanchonnet, Hamel, Wambst ·
1928: Hansen, Nielsen, Jørgensen ·
1932: Pavesi, Segato, Olmo ·
1936: Charpentier, Lapébie, Dorgebray ·
1948: Wouters, De Lathouwer, Van Roosbroeck ·
1952: Noyelle, Grondelaers, Victor ·
1956: Geyre, Moucheraud, Vermeulin